# Dorcacerus barbatus
Dorcacerus barbatus is een keversoort uit de familie boktorren (Cerambycidae). De wetenschappelijke naam van de soort is voor het eerst geldig gepubliceerd in 1790 door Olivier.